# Ringier AG
Ringier AG je švýcarský vydavatelský koncern. Byl založen v roce 1833 ve městě Zofingen jako rodinná firma. Dnes ho vede už pátá generace rodiny – Michael Ringier, který vlastní společnost spolu se sestrami Annette Ringierovou a Evelyn Lingg-Ringierovou.
Mateřská firma koncernu sídlí ve švýcarském Curychu. Ringier vydává přibližně 130 novinových a časopisových titulů ve 12 zemích, vlastní 6 tiskáren a provozuje více než 50 internetových portálů. Koncern má celkem téměř 7 tisíc zaměstnanců.
Kromě Evropy je Ringier aktivní i na mediálním trhu v Číně, Vietnamu a Indonésii. Je lídrem na mediálních trzích na Slovensku, v Česku, Maďarsku, Rumunsku, Srbsku a Chorvatsku, kde dohromady vydává víc než 70 titulů.
V České republice působí od roku 1991 vydavatelství Ringier ČR.

## Historie vydavatelství Ringier AG
1833
Johann Rudolf Ringier, syn pastora, složil v Zoﬁngenu knihtiskárny. Produkuje oficiální tiskoviny, učební osnovy, směrnice atd., vydává Zoﬁnger Wochenblatt a tiskne svůj první velký projekt, Roggwiler Chronik.
1845
Zavedeno zpracování obrazů: tiskárna Druckerei Ringier začala nabízet litografické služby.
1874
Zemřel zakladatel podniku Johann Rudolf Ringier, kterého nahradil jeho syn Franz Emil Ringier. Tiskárna zakoupila rychlý lis Johannisberg.
1898
Ve věku 61 let nečekaně zemřel Franz Emil Ringier . Na jeho místo nastoupil syn Paul August Ringier (22 let).
1902
Sloučením se společností Francke & Co. vznikla Vereinigte Buch- und Steindruckereien Ringier & Co. Ringier kupuje společnost Schweizerische Allgemeine Volks-Zeitung, kterou v roce 1884 založil August Francke s Jeanem Freyem, dalším tiskařem v Zoﬁngenu.
1914
Švýcarská národní výstava v Bernu: Paul August Ringier představuje první rotační hlubotiskový lis, který do značné míry vyvinul sám, a který byl schopen tisknout text a ilustrace v jednom výrobním kroku. V důsledku 1. světové války se Schweizer Illustrierte Zeitung stává úspěšným titulem na čtenářském trhu.
1940
Ringier získává většinový podílu ve společnosti Jelmoli od Swiss Bank Corporation (tím jsou zajištěny velké zakázky na tisk katalogů).
1959
Poprvé vychází Blick, který tiskne AG für Presseerzeugnisse spolu s Ringier & Co. AG jako hlavním akcionářem. Jsou to první švýcarské bulvární noviny, když nepočítáme Actualis, které krátce vycházely během 2. světové války. Noviny rozčílily některé osoby a vyvolaly prudký odpor v politických kruzích. Blick je první deník společnosti Ringier.
1960
Zemřel Paul August Ringier. Předsedou předsednictva se stává jeho jediný syn Hans Ringier. Společnost má okolo 2 000 zaměstnanců.
1973
Ringier získává vydavatelství C.J. Bucher AG v Luzernu, včetně deníku Luzerner Neueste Nachrichten a jeho tiskařských závodů.
1974
Ringier slavnostně otevírá novinářskou školu (první vzdělávací zařízení svého druhu ve Švýcarsku). Končí vydávání Blatt für Alle, začíná vycházet časopis pro ženy Annette.
1977
Schweizerische Allgemeine Volks-Zeitung se mění na Glückspost, první švýcarské žluté noviny. Dochází ke slavnostnímu otevření střediska Adligenswil Press Center (offsetový tisk novin). Blick se nyní tiskne na vlastních tiskařských lisech.
1980
Koupě časopisecké vydavatelské společnosti Zürl and Heering v Německu.
1982
Ringier získává většinový podíl v Good News, agentuře pro prodej vstupenek na koncerty.
1984
Ve spolupráci s Tages-Anzeiger a Radio 24, Založena televizní programová stanice Zürivision.
1985
Hans Ringier převádí vedení na své syny Christopha (předseda) a Michaela (výkonný ředitel). Odstupuje Peter Schneeberger. Začíná vycházet Blick für die Frau. Založení Krueger-Ringier Inc. v USA a koupě tiskáren W.F. Hall (2 500 zaměstnanců).
1986
V závodě Adligenswil zavedeno elektronické zpracování obrazů. Poprvé ve Švýcarsku jsou novinové stránky přenášeny přes satelit. Das Gelbe Heft, přejmenovaný na Schweizer Woche, začíná znovu vycházet.
1987
První kroky v Asii. Ve spolupráci s Times Publishing Co., založena společnost Times-Ringier (HK) Ltd. .
1989
Koupě W.A. Krueger Co. v USA. Začíná vycházet ekonomický týdeník Cash. V Německu začíná vycházet časopis o cestování Globo.
1990
Vzniká nová struktura managementu: Christoph Ringier jmenován výkonným ředitelem a Michael Ringier předsedou. První kroky ve východní Evropě: v České republice zahájeno vydávání ekonomického týdeníku Proﬁt jako adaptace titulu Cash. Přestává vycházet Blick für die Frau.
1991
Christoph Ringier rezignuje z funkcí ve společnosti. Povinnosti předsedy představenstva přebírá Michael Ringier.
1992
Vydáváním Blesku, prvních čtyřbarevných bulvárních novin v České republice, je zahájena silná expanze do zemí střední a východní Evropy. V Rumunsku získává Ringier opěrný bod v podobě ekonomického týdeníku Capital. Ringier slavnostně uvádí do provozu novinovou tiskárnu v Adligenswil, nejmodernější v Evropě.
1993
Další rozšiřování směrem na východ - do Bulharska (Kesh), Polska (Cash) a Vietnamu (ekonomický týdeník Thoi bao Kinh te Viet Nam). Spolupráce se švýcarskou vysílací společností SRG: společné programy Cash-TV, Spot-lights, MotorShow a Gesundheit Sprechstunde.
1994
V Maďarsku spouští Ringier bulvární deník Blikk. V Rumunsku získává majoritní podíl v deníku Libertatea a v největším časopise pro ženy Timpul Femeilor. Ve Vietnamu startuje módní magazín Thoi Trang Tre.
1995
Ringier, NZZ a jejich německo-japonský partner, společnost pro výrobu televizních programů Development Company for Television Programs (DCTP), spouštějí PresseTV - program v soukromém vlastnictví vydavatelů na kanálu Schweiz 4. V Číně začíná vycházet ekonomický týdeník Cash. Ringier kupuje značku Betty Bossi od společnosti Unilever.
1996
Zavedena nová struktura řízení se třemi divizemi: Ringier Switzerland, Ringier International a Ringier America. První nájezd na internet (Blick Online, Cash Online). Přestává vycházet Schweizer Woche; slavnostní otevření tiskařského a zpracovatelského střediska v Zoﬁngenu; prodej společnosti Ringier America Inc. společnosti World Color Press Inc. Umírá Eva Ringier-Landoltová.
1997
Management společnosti opouští Frank A. Meyer a stává se osobním poradcem Michaela Ringiera a předsedou Nadace Hanse Ringiera, spojené především s Ringier School of Journalism. Michael Ringier přejímá odpovědnost za provoz a vydavatelství jako výkonný ředitel a je jmenován zástupcem představenstva ve vedení skupiny. Ujímá se také propagace. Jsou spuštěny první webové stránky společnosti www.ringier.ch. Tiskárny Ringier v Adligenswilu a Zoﬁngenu jsou nyní spravovány jako samostatné společnosti.
1998
Tiskárna Ringieru ve švýcarském Adligenswilu přechází na zcela automatickou počítačem řízenou předtiskovou přípravu.
1999
Předsedou Ringier AG je jmenován Dr. Uli Sigg. Získání padesátiprocentního podílu v televizním kanálu Sat.1-Schweiz AG; spuštění dimanche.ch, nedělních novin ve francouzsky mluvící části Švýcarska.
2000
Martin Werfeli jmenován náměstkem výkonného ředitele Michaela Ringiera. Ringier získává maďarskou vydavatelskou společnost Magyar Hirlap Rt. od Marquard Media ve Švýcarsku a stává se tak vydavatelem Magyar Hirlap, druhých největších novin v Maďarsku, a vlastníkem tiskárny v Maďarsku.
2001
Získání Druckerei Winterthur and ColorServ, poskytovatele předtiskových služeb, od skupiny Basler Mediengruppe (činnost zastavena v roce 2003). Rincovision se mění na Ringier TV. Zastaveno vydávání časopisu o cestování Globo. Ringier vstupuje do strategického partnerství s řetězcem supermarketů Coop ve Švýcarsku. Coop získává 50 % akciového kapitálu Betty Bossi.
2002
SMI Webfactory a Ringier Webfactory se slučují a vytvářejí společnost Previon AG Internet.
2003
Ve věku 97 let umírá Hans Ringier. Michael Ringier je jmenován předsedou Ringier Holding AG a Martin Werfeli výkonným ředitelem skupiny Ringier a předsedou holdingu Ringier Print Holding AG. Získání časopisu pro ženy Bolero, sloučení se švýcarsko-německou edicí Edelweiss, zastavení vydávání dimanche.ch.
2004
Založena společnost Swiss Printers AG (Ringier 70 %, NZZ Group 30 %). Do společného podniku těchto dvou partnerů patří také všechny nenovinové tiskařské závody, konkrétně Ringier Print Zoﬁngen AG, Zürcher Druck + Verlag AG, Zollikofer AG, St. Gallen, a NZZ Fretz AG, Schlieren. Po zkušební době sedmi týdnů přechází Blick na formát tabloidu. Zahájeno vydávání magazínu pro politickou kulturu Cicero v Německu. Vstup na srbský trh s bulvárními novinami Blic; významná expanze do Rumunska, na Slovensko a do České republiky prostřednictvím získání vydavatelských podílů Gruner + Jahr’s.
2005
Bývalý německý kancléř Gerhard Schröder jmenován konzultantem Michaela Ringiera. Deník Blic expanduje do Srbska – nový Blic Europa je vydáván zcela nezávisle na švýcarském deníku Blic a přináší denně více než 950 000 Srbů zprávy, analýzy a komentáře o dění doma i ve světě.
2006
Ringier rozjíždí v Rumunsku a Švýcarsku vydávání bezplatných deníků. Skupina zahajuje vysílání dvou sportovních televizních kanálů. Imprimeries Réunies Lausanne SA (IRL) vstupuje do Swiss Printers AG. Do funkce poradce Ringier AG nastupuje Gerhard Schröder 
2007
Převzetí Radia Energy Zurich (51 procent), zastavení vydáváni týdeníku Cash a posílení zbývajících sdělovacích prostředků Cash; Ringier prodává televizní časopisy Tele, TV2 a TVvier společnosti Axel Springer Publishers. Ringier přebírá Radio BE1. Ringier a Wenhui Xinmin United Press Group vstupují do partnerství pro vydávání prvního časopisu pro ženy v Číně - Xinmin Bella. Ringier přebírá deník Aha! v České republice a zahajuje vydávání deníku ALO! v Srbsku. První vysílání na zábavném televizním kanálu Kanal D v Rumunsku (podíl 25 %). Ringier otevírá novou tiskárnu v Ostravě v České republice. Převzetím skupiny Media suisse group (80 %) se Ringier dostává na čelní pozici v oblasti elektronických médií. A na iTunes Ringier TV získává svůj vlastní sklad.
2008
Ringier slaví 175. výročí. Je dnes největší organizací v oblasti médií ve Švýcarsku. Zaměstnává okolo 6 800 zaměstnanců v deseti zemích, vydává více než 120 titulů novin a časopisů, vyrábí kolem 20 televizních programů, provozuje více než 50 webových serverů a vlastní 12 tiskáren. V září opouští koncern ukrajinský trh, který nesplnil vydavatelská očekávání.
2009
Christian Unger střídá ve vedení koncernu Martina Werfeliho. Ringier vstupuje převzetím online platformy Foto-Nekretnine na chorvatský trh. V září kupuje koncern filmový festival Rose d´Or.
2010
Ringier oznamuje strategické spojení s vydavatelským domem Axel Springer.
2018
Ringier Afrika Digital Publishing podepisuje panafrickou dohodu s New York Times a významně tím rozšiřuje své portfolio médií.

## Ringier a politika
Michael Ringier (spoluzakladatel společnosti Ringier AG) řekl v souvislosti s uvedením G. Schrödera do funkce poradce u Ringier: "...jako vydavatelství musíme být také politicky aktivní" 